# Lốc xoáy Moore 2013
Vào chiều thứ Hai ngày 20 tháng 5 năm 2013, một cơn lốc xoáy tàn phá có cường độ ít nhất EF5 đã gây ảnh hưởng Moore, Oklahoma, và khu vực lân cận khác, làm chết ít nhất 51 người  và làm bị thương hơn 145 người.. Cơn lốc xoáy là một phần của một hệ thống thời tiết lớn hơn đã tạo ra một số cơn lốc xoáy khác so với hai ngày trước đó. Cơn lốc xoáy đã đổ bộ xuống hồi 2:56 giờ chiều CDT (19:56 UTC), ở trên mặt đất khoảng 40 phút trên một độ dài 20 dặm Anh (32 km). Bản tin KWTV xác nhận rằng nó đã đổ bộ xuống Tây Newcastle và vượt qua một phần đông dân cư của Moore. Nó đã có thể rộng hơn 2 dặm (3,2 km) ở đỉnh cao của nó.

## Tác động
Theo Văn phòng kiểm tra Y tế Thành phố Oklahoma, ít nhất 233 người bị thương và ít nhất 91 người đã được xác nhận đã chết. Toàn bộ phân khu đã bị xóa sổ và nhà bị san bằng ở một khu vực rộng lớn của thành phố. Một số trường học cũng đã bị hư hại hoặc bị phá hủy, với Trường Tiểu học Briarwood bị tác động trực tiếp với các học sinh bị mắc kẹt, tin tức KFOR cho thấy Trường tiểu học Plaza Towers cũng đã bị tác động trực tiếp với 75 học sinh đang có mặt ở trường, với nhà trường hầu như bị phá hủy hoàn toàn. Hai mươi trẻ em đã được xác nhận đã chết trong trường Plaza Towers. Đây là cơn lốc xoáy chết người đầu tiên tại một trường Mỹ kể từ ngày 01 tháng 3 năm 2007, trong doanh nghiệp, Alabama. Phần lớn của Interstate 35 đã bị đóng cửa;. Mảnh vỡ bị ném lên xa lộ. Cơn lốc xoáy đã khiến hơn 38.000 khách hàng chịu cảnh mất điện ở Oklahoma.
Cục Thời tiết Quốc gia ở Norman, Oklahoma, đã đưa ra tính toán ban đầu cơn lốc xoáy có cường độ là EF5. Các nhân chứng cho rằng nó gần giống "một bức tường đen hủy diệt khổng lồ" hơn là một cơn lốc xoáy điển hình.